# Ставки (Гайсинський район)
Ставки́ — село в Україні, у Джулинській сільській громаді Гайсинського району Вінницької області. Населення — 1434 осіб. Засновано у XVI столітті.

## Походження назви
Назва походить від великої кількості підґрунтових вод, які весною стають ставками.

## Географія
Лежить у долині р. Південний Буг. Віддаль до залізничної ст. Гайворон — 7 км. У Ставках також є і власна залізнична станція Ставки, де тричі на тиждень ходить поїзд у Гайворон-Вінниця (через Гайсин, Немирів).

## Історія
За адміністративним поділом Речі Посполитої XVI століття Ставки належали до Брацлавського воєводства. У часи Визвольної війни під проводом Богдана Хмельницького — у складі Уманського полку Козацької України. Після ліквідації полкового устрою 1721 та реокупації села польськими військами — знову в Брацлавському воєводстві.
Після розділу Польщі 1793 — Ольгопільський повіт Вознесенського намісництва, з 1797 — Гайсинський повіт Подільської губернії Російської імперії. 
7 (20) листопада 1917 року, відповідно до Третього Універсалу Української Центральної Ради, увійшло до складу Української Народної Республіки.
У часи російсько-більшовицької окупації — у складі Бершадського району Вінницької області УРСР.
Село постраждало внаслідок голоду з вини радянської влади у 1932—1933 та 1946—1947, а також від німецько-рядянської війни, що підірвало кількість і здоров'я населення.
Працювало колективне господарство «Авангард». Безпаспортні на той час селяни були закріплені за 2,852 гектарів землі, в тому числі 2137 га орної. Господарство спеціалізувалося на вирощуванні зернових та технічних культур, також тваринництві м'ясо-молочного напрямку. Допоміжні галузі — садівництво й птахівництво. Комуністи утримували млин, олійню, крупорушку. Завідувач ферми — В. Плаксієнко.
Восьмирічна школа, клуб, бібліотека, медпункт, пологовий будинок, дитячі ясла.
12 червня 2020 року, відповідно розпорядження Кабінету Міністрів України № 707-р «Про визначення адміністративних центрів та затвердження територій територіальних громад Вінницької області», село увійшло до складу Джулинської сільської територіальної громади.
19 липня 2020 року, в результаті адміністративно-територіальної реформи і ліквідації Бершадського району, село увійшло до складу Гайсинського району.

## Пам'ятки
На правому березі Південного Бугу виявлено археологічний об'єкт — залишки неолітичного поселення.
Проводиться робота над створенням орнітологічного заказника.
В центрі села є пам'ятка історії — Меморіальний комплекс. Братська могила 2 воїнів Радянської Армії, загиблих при звільненні села і пам'ятник 168 воїнам-односельчанам загиблим на фронтах Другої світової війни.